# 松本浩之
松本 浩之（まつもと ひろゆき、1938年 - ） は、日本の機械工学者。東京工業大学名誉教授。元東京工業高等専門学校校長。元東京工業大学工学部附属工業高等学校校長。

## 人物・経歴
京都府生まれ。1961年東京工業大学機械工学科卒業。1966年東京工業大学大学院理工学研究科博士課程修了、東京工業大学理工学部助手。1969年東京工業大学工学部助教授。1982年東京工業大学工学部教授。東京工業大学工学部附属工業高等学校校長を経て、1995年東京工業大学工学部長。1996年東京工業大学大学院理工学研究科長。1997年から東京工業高等専門学校校長を務め、国立工業高等専門学校協会で全国高等専門学校ロボットコンテストや全国高等専門学校プログラミングコンテスト、全国高等専門学校体育大会にあたるなどした。1998年東京工業大学名誉教授。2006年定年退職、東京工業高等専門学校名誉教授。2009年度日本材料学会衝撃部門賞功労賞受賞。平成28年春の叙勲で瑞宝中綬章を受章。